# Lindtorf
Lindtorf ist ein Ortsteil der Gemeinde Eichstedt (Altmark) im Landkreis Stendal in Sachsen-Anhalt, (Deutschland).

## Geographie

### Lage
Lindtorf liegt in der Altmark zwischen der Uchte und der Elbe, etwa neun Kilometer nördlich von Stendal.
Nachbarorte sind Eichstedt (Altmark) im Westen, Baben im Nordwesten, Beelitz im Osten, Rindtorf im Süden und Baumgarten im Südwesten.

### Ortsgliederung
Zu Lindtorf gehört neben dem Dorf Lindtorf der nördlich des Dorfes gelegene Wohnplatz An der Molkerei, die frühere Molkerei.

## Geschichte

### Mittelalter bis Neuzeit
Lindtorf, ursprünglich von Wenden als Rundlingsdorf angelegt, hat sich zu einem Haufendorf entwickelt. Im Jahre 1431 fand es seine erste urkundliche Erwähnung als In dem dorff czw Lintdorff, als Markgraf Johann zwei Bürger in Tangermünde mit einem freien Hof im Dorf belehnt. Weitere Nennungen sind 1540 Lintdorff, 1687 Lindtorff und 1804 Lindtorf.

### Landwirtschaft
Bei der Bodenreform wurden 1945 ermittelt: 22 Besitzungen unter 100 Hektar hatten zusammen 451 Hektar, eine Kirchenbesitzung hatte 3 Hektar und eine Gemeindebesitzung einen Hektar. Im Jahre 1953 entstand die erste Landwirtschaftliche Produktionsgenossenschaft vom Typ III, die LPG „Klara Zetkin“. Im Jahre 1960 gab es außerdem eine LPG Typ I „Altmark“ und es waren 7 Hektar Land in Privatbesitz. Schließlich wurden 1975 die LPG Typ III Lindtorf, LPG „8. März“ Jarchau und LPG „Einigkeit Eichstedt“ zusammengeschlossen. Daraus entstand 1976 LPG Pflanzenproduktion. Die 1984 entstandene LPG Tierproduktion „Herdbuchzucht“ wurde 1992 in eine „Milchproduktion Lindtorf eG“ umgewandelt, die heutige Milchproduktionsgesellschaft.

### Herkunft des Ortsnamens
Der Name Lindtorf kann mit „linda“ für „Linde“ oder „lint“ für „Schlange“ zusammenhängen.

### Eingemeindungen
Das Dorf gehörte bis 1807 zum Arneburgischen Kreis der Mark Brandenburg in der Altmark. Danach lag es bis 1813 im Kanton Arneburg auf dem Territorium des napoleonischen Königreichs Westphalen. Ab 1816 gehörte die Gemeinde zum Kreis Stendal, dem späteren Landkreis Stendal.
Am 20. Juli 1950 wurde die bis dahin eigenständige Gemeinde Rindtorf nach Lindtorf eingemeindet.
Am 25. Juli 1952 wurde die Gemeinde Lindtorf in den Kreis Stendal umgegliedert. Nach dessen Auflösung kam sie am 1. Juli 1994 zum neuen Landkreis Stendal.
Bis zum 31. Dezember 2009 war Lindtorf eine selbständige Gemeinde mit dem Ortsteil Rindtorf. Durch einen Gebietsänderungsvertrag haben die Gemeinderäte der Gemeinden Baben, Eichstedt (Altmark) und Lindtorf beschlossen, dass ihre Gemeinden aufgelöst und zu einer neuen Gemeinde mit dem Namen Eichstedt (Altmark) vereinigt werden. Dieser Vertrag wurde vom Landkreis als unterer Kommunalaufsichtsbehörde genehmigt und trat am 1. Januar 2010 in Kraft.

### Einwohnerentwicklung
| Jahr | Einwohner |
| ---- | --------- |
| 1734 | 104       |
| 1772 | 062       |
| 1790 | 112       |
| 1798 | 098       |
| 1801 | 114       |
| 1818 | 085       |
| 1840 | 114       |
| 1864 | 140       |

| Jahr | Einwohner |
| ---- | --------- |
| 1871 | 128       |
| 1885 | 126       |
| 1892 | [00]128   |
| 1895 | 133       |
| 1900 | [00]147   |
| 1905 | 138       |
| 1910 | [00]138   |
| 1925 | 178       |

| Jahr | Einwohner |
| ---- | --------- |
| 1939 | 176       |
| 1946 | 314       |
| 1964 | 356       |
| 1971 | 370       |
| 1981 | 422       |
| 1993 | 412       |
| 2006 | 404       |
| 2014 | [00]250   |

| Jahr | Einwohner |
| ---- | --------- |
| 2015 | [00]273   |
| 2017 | [00]229   |
| 2018 | [00]247   |
| 2020 | [00]214   |
| 2021 | [00]237   |
| 2022 | [0]230    |
| 2023 | [0]215    |

Quelle, wenn nicht angegeben, bis 2006:

## Religion
Die evangelische Kirchengemeinde Lindtorf gehörte früher zur Pfarrei Baben bei Goldbeck. Sie wird heute betreut vom Pfarrbereich Arneburg des Kirchenkreises Stendal im  Bischofssprengel Magdeburg der Evangelischen Kirche in Mitteldeutschland.
Die ältesten überlieferten Kirchenbücher für Lindtorf stammen aus dem Jahre 1773, ältere Angaben sind bei Baben zu finden.
Die katholischen Christen gehören zur Pfarrei St. Anna in Stendal im Dekanat Stendal im Bistum Magdeburg.

## Politik

### Vertretung des Ortsteils im Gemeinderat
Verwaltungsrechtlich gehört Lindtorf zur Verbandsgemeinde Arneburg-Goldbeck. Die Bürger aus Lindtorf sind seit Juli 2024 durch 2 Mitglieder der Wählergemeinschaft Rindtorf/Lindtorf im Gemeinderat Eichstedt vertreten.

### Bürgermeister
Der letzte Bürgermeister der Gemeinde war Joachim Ackermann.

### Wappen
Das Wappen wurde am 5. Mai 2003 durch das Regierungspräsidium Magdeburg genehmigt.
Blasonierung: „Gespalten von Rot und Silber, vorn ein silberner steigender links gewendeter Drache mit goldener ausgeschlagener Zunge und Bewehrung, hinten ein rotes steigendes Rind mit schwarzen Hörnern und Klauen, um den Hals ein goldenes Band mit zwei abflatternden Enden.“
Das Wappen wurde vom Magdeburger Kommunalheraldiker Jörg Mantzsch gestaltet.
Bei der Eingemeindung wurde festgelegt, dass der Ortsteil Lindtorf das Wappen der früheren Gemeinde Lindtorf weiter führt.

## Kultur und Sehenswürdigkeiten

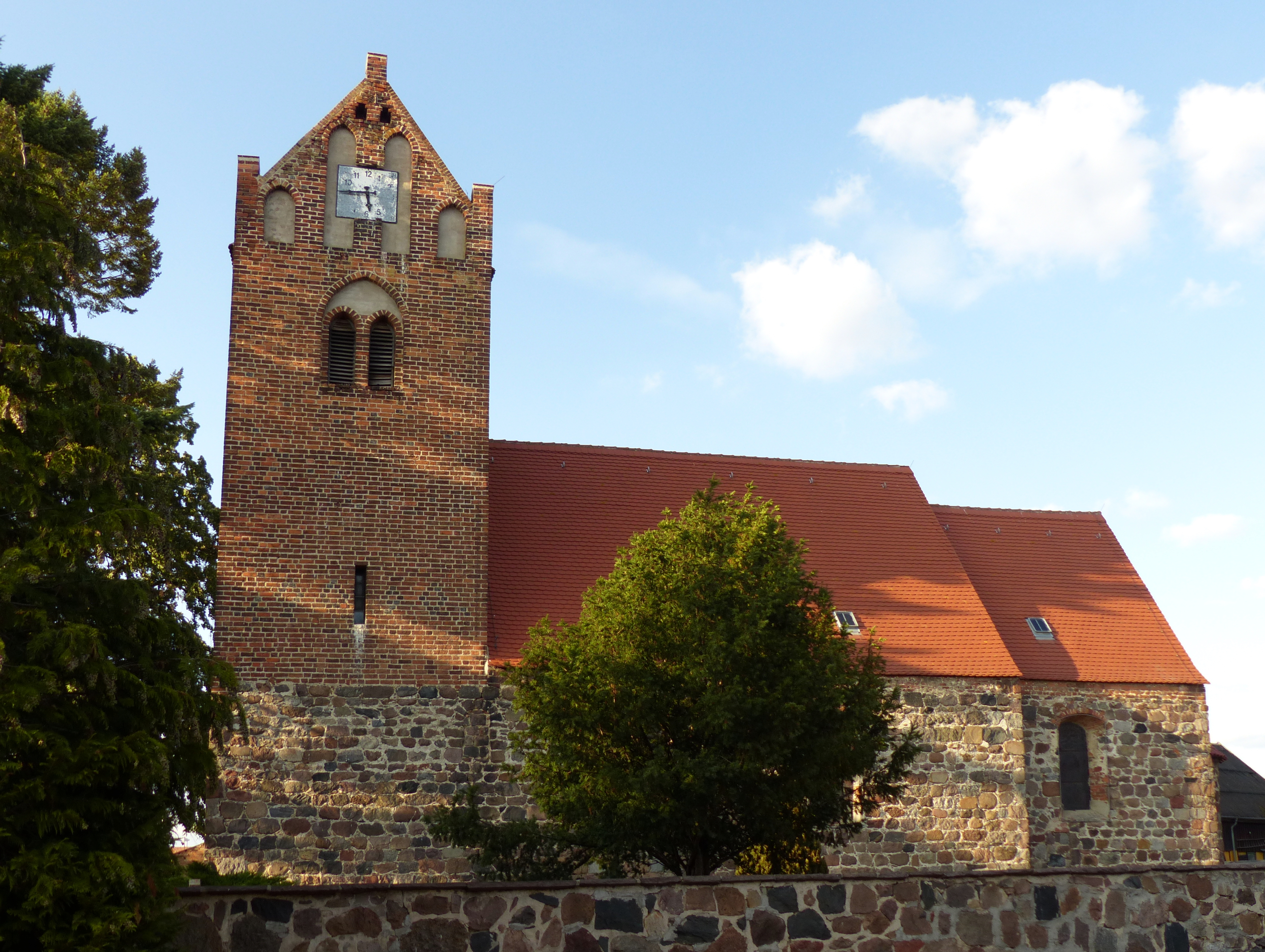
Dorfkirche Lindtorf von Süden

- Die evangelische Dorfkirche Lindtorf wurde während der ersten Hälfte des 12. Jahrhunderts aus Findlingen erbaut, wobei der Turm vermutlich erst im 14. Jahrhundert hinzukam.[21]
- Der Ortsfriedhof befindet sich auf dem Kirchhof.
- Dorfgemeinschaftshaus mit Spielplatz

## Wirtschaft und Infrastruktur
Ende der 1970er Jahre wurde eine 2.000er Milchviehanlage errichtet, ursprünglich eine Typenanlage mit knapp 1.930 Kuhplätzen, die mehrfach modernisiert wurde. Sie gehört heute zur Milchproduktionsgesellschaft in Lindtorf, die 1.200 Kühe im Laufstall und 700 Tiere zur Nachzucht hält und selbst Pflanzenproduktion zur Versorgung der Tiere betreibt.

### Verkehrsanbindung
- Die Landstraße von Stendal nach Goldbeck verläuft durch Lindtorf. Die nächsten Bahnhöfe befinden sich in Goldbeck und Eichstedt (Altmark) an der Strecke Magdeburg–Wittenberge.
- Es verkehren Linienbusse und Rufbusse von stendalbus.[23]